# L'Hypnotiseur
Pour plus de détails, voir Fiche technique et Distribution.
L'Hypnotiseur (Hypnotisören) est un thriller policier suédois réalisé par Lasse Hallström, sorti en 2012. Il s'agit de l'adaptation du roman du même nom de Lars Kepler.
Ce film a été sélectionné pour représenter la Suède à la 85e cérémonie des Oscars dans la catégorie Meilleur film en langue étrangère, mais n'a pas été retenu dans la liste finale.

## Synopsis
Après le massacre brutal d'une famille de la périphérie de Stockholm, l'enquête du commissaire de la police judiciaire Joona Linna repose sur Joseph, le fils adolescent de la famille, qui, grièvement blessé, ne peut s'exprimer. L'enquêteur découvre que Joseph a une sœur, disparue mystérieusement, qui pourrait être la prochaine cible de l'assassin. Pour avoir des informations, le commissaire Linna ne voit qu'une solution, interroger le jeune sous hypnose, mais pour cela, il doit convaincre l'hypnotiseur Erik Maria Bark de rompre son serment de ne plus jamais pratiquer son art. Commence alors un voyage dangereux dans l'obscurité insondable de l'inconscient humain.

## Fiche technique
Sauf indication contraire, les informations mentionnées dans cette section peuvent être confirmées par la base de données cinématographiques IMDb,  présente dans la section « Liens externes ».
- Titre original : Hypnotisören
- Titre international : The Hypnotist
- Titre français et québécois : L'Hypnotiseur
- Réalisation : Lasse Hallström
- Scénario : Paolo Vacirca, d'après son adaptation avec Lasse Hallström basée sur un roman éponyme de Lars Kepler
- Musique : Oscar Fogelström
- Décors : Lasse Westfelt
- Costumes : Karin Sundvall
- Photographie : Mattias Montero
- Montage : Sebastian Amundsen et Thomas Täng
- Production : Börje Hansson, Bertil Ohlsson et Peter Possne
- Sociétés de production : Svensk Filmindustri ; Filmpool Nord, Per-Erik Svensson et Sonet Film (coproductions)
- Sociétés de distribution : Svensk Filmindustri (Suède), UGC Distribution (France)
- Pays d'origine :  Suède
- Langue originale : suédois
- Format : couleur
- Genre : thriller policier
- Durée : 122 minutes
- Dates de sortie :
  - Espagne : 28 septembre 2012 (Festival international du film de Saint-Sébastien)
  - Suède : 28 septembre 2012
  - Belgique, France : 8 mai 2013

## Distribution
- Tobias Zilliacus : Joona Linna
- Mikael Persbrandt : Erik Maria Bark
- Lena Olin (VF : Caroline Jacquin) : Simone Bark
- Helena af Sandeberg (VF : Hélène Bizot) : Daniella
- Jonatan Bökman : Josef
- Oscar Pettersson : Benjamin
- Eva Melander (VF : Isabelle Leprince) : Magdalena
- Anna Azcarate : Lydia
- Johan Hallström : Erland
- Göran Thorell : Stensund
- Jan Waldekranz : Shulman
- Emma Mehonic : Evelyn
- Tomas Magnusson : Petter
- Nadja Josephson : Aida

## Production

### Lieux de tournage
- Studio Kronan, Luleå (Norrbotten), Laponie, Suède
- Studios Barrandov, Prague, République tchèque
- Stockholm

### Bibliothèque
- Lars Kepler (trad. Hege Roel-Rousson et Pascale Rosier), L'Hypnotiseur [« Hypnotisören »], Actes Sud, coll. « Actes noirs », 2009 (1re éd. 2010) (ISBN 978-2-7427-9222-1)Réédition, Actes Sud, coll. « Babel noir » no 84, 2013 (ISBN 978-2-330-01440-7)